# Аралтобе (Балхашский район)
Аралтобе (каз. Аралтөбе) — село в Балхашском районе Алматинской области Казахстана. Входит в состав Акжарского сельского округа. Находится примерно в 70 км к западу от села Баканас. Код КАТО — 193635200.

## Население
В 1999 году население села составляло 521 человек (264 мужчины и 257 женщин). По данным переписи 2009 года, в селе проживало 498 человек (260 мужчин и 238 женщин).